# МеталлЧК
МеталлЧК— временная комиссия, созданная по инициативе Ф. Э. Дзержинского в 1924 году для координации действий по развитию металлургии и машиностроения вместо Главметалла ВСНХ РСФСР.

## История
С 1921 по 1923 год Ф. Э. Дзержинский одновременно с ВЧК-ОГПУ руководил Наркоматом путей сообщения.
Осознав, что транспорт и железные дороги невозможно восстановить, не решив проблем металла, Дзержинский направил Сталину, в Госплан, ВСНХ и в другие адреса материалы, обосновывающие необходимость развития металлургии и машиностроения как базы общего подъёма экономики страны.
12 сентября 1924 года Ф. Э. Дзержинский сделал на Политбюро доклад о работе Высшей правительственной комиссии по металлопромышленности, в котором сформулировал основные проблемы металлопромышленности и методы их решения. Он выделил семь главных проблем металлопромышленности, которые между собой были связаны:
1. Высокая себестоимость металла из-за малой загрузки предприятий.
2. Невыплаты главных государственных заказчиков.
3. Сопротивление НКПС паровозостроению и невозможность закрытия паровозостроительных заводов.
4. Отсутствие строительства новых предприятий.
5. Неплатежеспособность населения.
6. Недостаточное кредитование.
7. Изъяны в организации производства[1].

В своем выступлении Дзержинский предельно заострил вопрос о развитии металлургии: «Если мы теперь не проделаем значительной подготовительной работы в области металлургии, то по истечении нескольких лет мы теряем целую эпоху для её развития».
12 сентября 1924 года было создано временное МеталлЧК во главе с Ф. Э. Дзержинским. С этого момента все управляющие, производящие и финансовые органы страны были обязаны согласовывать с Дзержинским свои действия.
По мнению министра чёрной металлургии СССР С. В. Колпакова, дату создания комиссии МеталлЧК, 12 сентября 1924 года, следует считать днём рождения будущего Министерства металлургии СССР.